# Oron (Moselle)
Oron ist eine französische Gemeinde mit 107 Einwohnern (Stand 1. Januar 2022) im Département Moselle in der Region Grand Est (bis 2015 Lothringen). Sie gehört zum Arrondissement Sarrebourg-Château-Salins.

## Geographie
Oron liegt in Lothringen, vierzig Kilometer südöstlich von Metz, 15 Kilometer nordnordwestlich von  Château-Salins und sieben Kilometer nordöstlich von Delme im Saulnois (Salzgau) an der Französischen Nied (Nied française) auf einer Höhe zwischen 234 und 302 m über dem Meeresspiegel. Das Gemeindegebiet umfasst 5,37 km².

## Geschichte
Die Ortschaft war früher zwischen dem Bistum Metz und der Grafschaft Bar geteilt: fünf Häuser gehörten zur Salmschen Baronie Viviers, während das restliche Dorf zum Bistum Metz gehörte. Die Ortschaft wurde 1661 zusammen mit Bar von  Frankreich annektiert.
Durch den Frankfurter Frieden vom 10. Mai 1871 kam die Region an das deutsche Reichsland Elsaß-Lothringen, und das Dorf wurde dem Kreis Château-Salins im Bezirk Lothringen zugeordnet. Die Dorfbewohner betrieben Getreidebau und  Viehzucht.
Nach dem Ersten Weltkrieg musste die Region aufgrund der Bestimmungen des Versailler Vertrags 1919 an Frankreich abgetreten werden. Im Zweiten Weltkrieg war die Region von der deutschen Wehrmacht besetzt.
Das Dorf trug 1915–1919 den eingedeutschten Namen Orn bzw. 1940–1944 Oren.

### Bevölkerungsentwicklung
| Jahr      | 1962 | 1968 | 1975 | 1982 | 1990 | 1999 | 2007 | 2019 |
| --------- | ---- | ---- | ---- | ---- | ---- | ---- | ---- | ---- |
| Einwohner | 128  | 122  | 112  | 107  | 109  | 111  | 109  | 101  |

## Wappen
Die Eicheln im Gemeindewappen sind die Attribute der Abtei Glandern in Longeville-lès-Saint-Avold, von der Oron abhängig war; die Schlüssel weisen darauf hin, dass der Heilige Petrus der Schutzpatron des Dorfes ist.

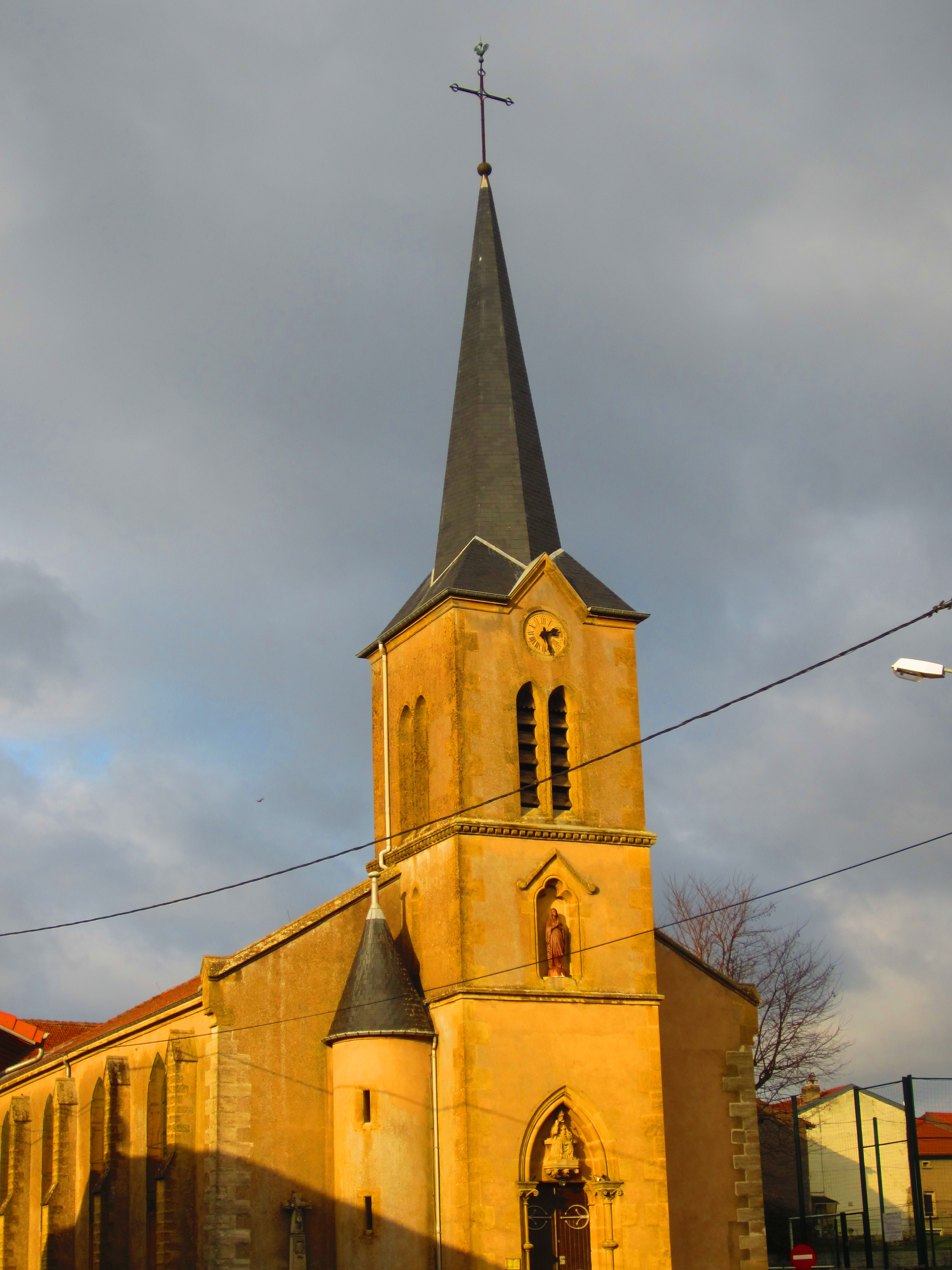
Kirche St. Peter in Ketten
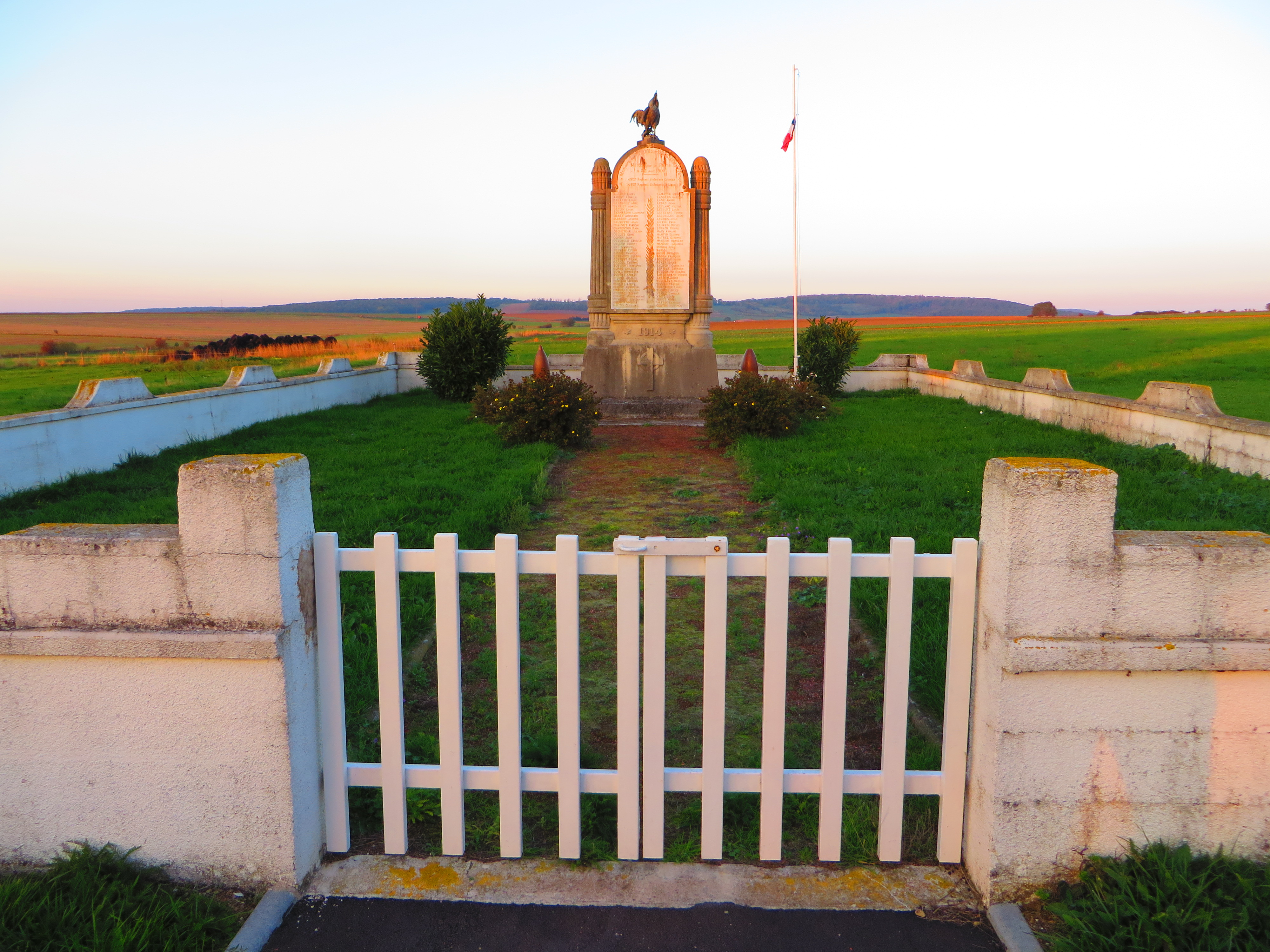
Gefallenendenkmal